# Sainte-Marie-des-Champs
Sainte-Marie-des-Champs – miejscowość i gmina we Francji, w regionie Normandia, w departamencie Sekwana Nadmorska.
Według danych na rok 1990 gminę zamieszkiwały 1462 osoby, a gęstość zaludnienia wynosiła 356 osób/km² (wśród 1421 gmin Górnej Normandii Sainte-Marie-des-Champs plasuje się na 148. miejscu pod względem liczby ludności, natomiast pod względem powierzchni na miejscu 761.).